# Sainte-Colombe, Seine-Maritime
Sainte-Colombe là một xã thuộc tỉnh Seine-Maritime trong vùng Normandie miền bắc nước Pháp.

## Dân số
| 1962                                            | 1968 | 1975 | 1982 | 1990 | 1999 | 2006 |
| ----------------------------------------------- | ---- | ---- | ---- | ---- | ---- | ---- |
| 228                                             | 248  | 231  | 231  | 177  | 194  | 205  |
| Starting in 1962: Population without duplicates |      |      |      |      |      |      |